# Castello di Melegnano
Il castello di Melegnano, in Lombardia, è il risultato architettonico di una serie di stratificazioni dovute al susseguirsi di diverse dinastie al potere, succedutesi dal XIII secolo al XVII secolo.

## Storia

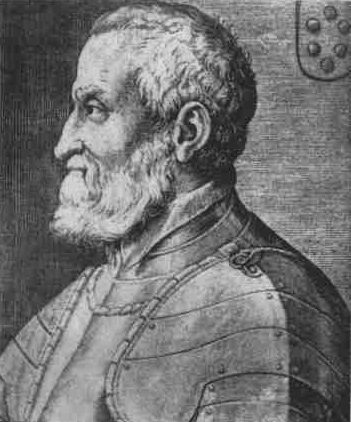
Gian Giacomo Medici detto Medeghino, celebre condottiero che divenne feudatario di Melegnano e del suo castello e la cui famiglia detenne il possesso di quelle terre per oltre quattro secoli'.

Il primo receptum su cui poi sorse il castello attuale, venne edificato a partire dal 1243 per volontà di Cattellano Carbone, podestà di Milano, incaricato dalla città della difesa anche delle campagne circostanti il capoluogo. Il castello esistente in quest'epoca era del tipo antico a motta castrale, con fossato e torrette, come riportato da Galvano Fiamma nella sua cronaca della città di Milano, ma venne edificato a sua volta su una precedente fortificazione presente nel medesimo luogo (forse nel X secolo) e distrutta nel 1239. La necessità di edificare una fortezza a Melegnano era stata necessaria per Milano per contrastare le continue scorribande dell'imperatore Federico II, nipote di Federico Barbarossa. Nel 1279, i guelfi e i ghibellini di Milano vi sottoscrissero un trattato di pace.

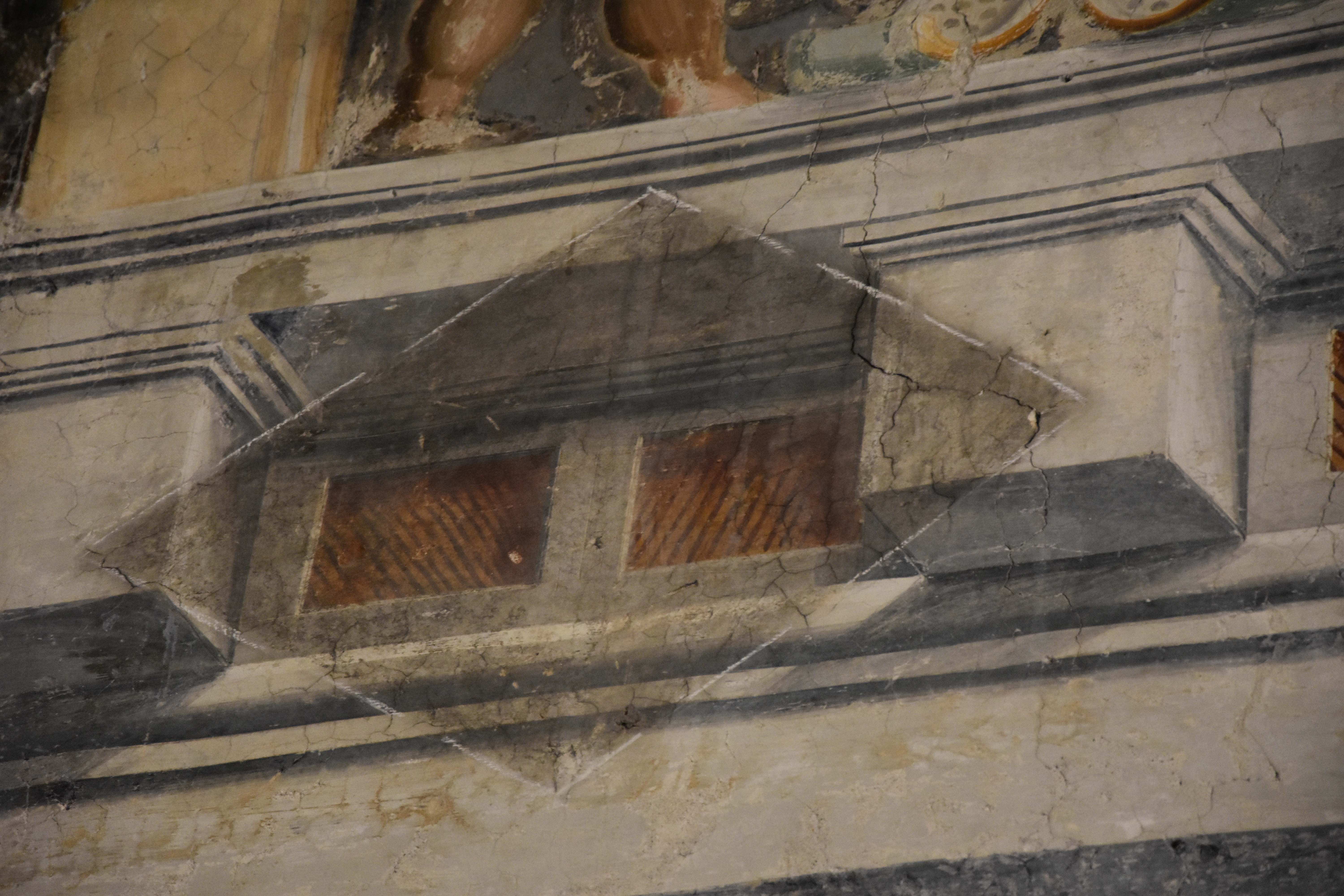
Particolare degli affreschi nella sala degli stemmi, si può vedere la differenza fra la parte restaurata e il rombo lasciato nello stato originario

La struttura venne poi fortemente ampliata per iniziativa di Matteo I Visconti prima e di Bernabò Visconti poi (1350 c.ca), assumendo la classica struttura a quadrilatero con torri quadrate angolari. Alla morte di Berbabò, il castello passò per lascito testamentario a una concubina di lui, chiamata Donnina de'Porri.
Il 3 settembre 1402 al castello di Melegnano morì il primo duca di Milano, Gian Galeazzo Visconti, e nel 1468 vi morì la duchessa Bianca Maria Visconti, moglie del primo duca sforzesco Francesco I. Nel 1512 il castello venne passato ai marchesi Brivio che nel 1532 lo vendettero con l'intero feudo di Melegnano e con approvazione dell'imperatore Carlo V, nuovo duca di Milano, alla famiglia dei Medici di Nosigia (nello specifico a Gian Giacomo Medici) che assunsero il cognome di Medici di Marignano (antico nome di Melegnano). Dopo un investimento di oltre 30000 scudi in lavori per opere murarie, Gian Giacomo Medici e i suoi discendenti rimasero proprietari della struttura sino al 1981, quando gli ultimi eredi della famiglia decisero di vendere il castello alla provincia di Milano. Due anni più tardi, tramite una permuta, l'amministrazione provinciale decise di lasciare alcune sale in uso all'amministrazione comunale di Melegnano, ove venne allestita una biblioteca pubblica. Nel 1998 venne avviato il restauro completo degli esterni del castello, passando poi alle sale interne che riportano affreschi della metà del XVI secolo. Nel 2001 quando il complesso è stato riaperto ai visitatori, è stata inaugurata anche la "Civica raccolta don Cesare Amelli", parroco e storico locale.

## Struttura

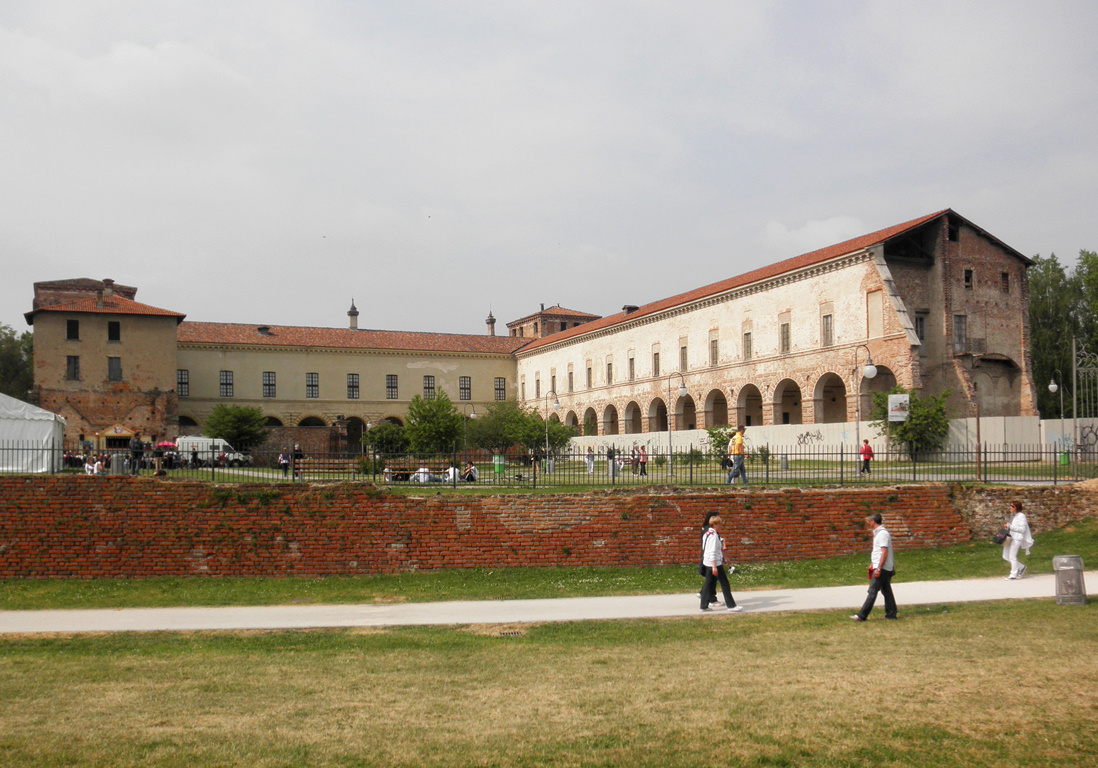
Il castello di Melegnano visto dal retro con la possibilità di vedere anche i porticati interni dopo le distruzioni dell'assedio del 1449.

Il castello di Melegnano si presenta attualmente con una atipica pianta a forma di "U" dal momento che una parte (quella sul retro, è andata perduta, distrutta per volere del duca Francesco Sforza nella settimana dal 25 aprile al 1º maggio 1449 quando, attaccando Melegnano, con le proprie macchine da guerra atterrò le torri e le mura che si trovavano su questo lato. È realizzato completamente in laterizi col fronte principale verso l'attuale piazza della Vittoria che è l'unica parte conservatasi come in origine con l'eccezione dei finestroni di forma rettangolare che sono stati alterati rispetto agli originali archiacuti di cui ancora si può intravedere la forma: tale modifica apparirebbe essere la testimonianza più evidente del passaggio del complesso da fortezza militare a residenza signorile, avvenuta nel Cinquecento. Al termine delle mura, appena sotto l'attuale tetto, sono ancora visibili le merlature di stile guelfo.

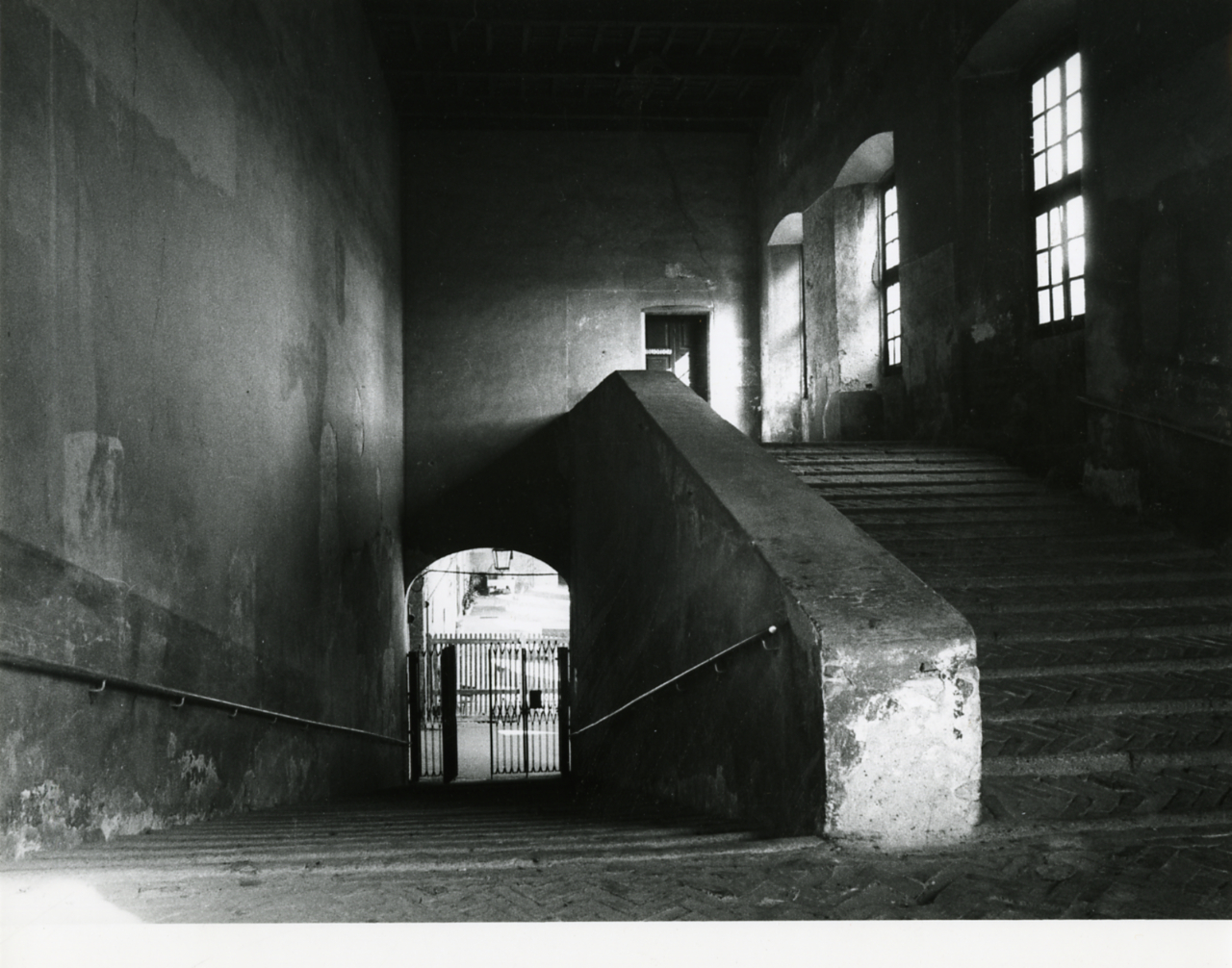
La scalinata per cavalli del castello di Melegnano in un servizio fotografico di Paolo Monti, 1980.

Agli angoli della struttura, ancora oggi si possono vedere due delle quattro torri originarie che hanno di lati di circa 10 metri di ampiezza. I lati del castello sono invece lunghi 75 metri. Internamente la corte appare porticata ad archi a tutto sesto con bugnato, dove un tempo si trovavano delle abitazioni oltre alle stalle e ai depositi del fieno per gli animali presenti nel complesso.
Di originale del castello visconteo si può ancora oggi vedere (seppur parzialmente) il fossato, un tempo particolarmente profondo e in comunicazione col fiume Lambro. Il fossato divenne noto col nome di "Fossa Medici". Sul fronte sono visibili inoltre le tracce dell'antico rivellino difensivo, di cui oggi però sono rimaste le due pareti laterali con alcune feritoie e buche per ospitare dei cannoni. Il ponte levatoio originariamente presente all'ingresso, è stato sostituito nel tempo con un ponte stabile. Varcato il portone centrale in cotto, si accede allo scalone d'onore che conduce ai piani superiori: esso è composto da scaglioni di mattoni disposti a spina di pesce, separati tra loro con cordoni di sasso, di modo da permettere la salita anche tramite i cavalli.

## Cicli pittorici
L'intero castello di Melegnano, presenta una serie di cicli pittorici risalenti al Cinquecento, perlopiù di mano ignota, volti a celebrare la famiglia dei Medici di Marignano che ne furono i fondatori e a lungo proprietari ed in particolare la figura di Gian Giacomo Medici, condottiero e comandante militare tra i più valorosi del suo secolo. Le decorazioni, che rivestono completamente le sale al primo piano del castello, sono una pregevole testimonianza delle diverse scuole artistiche operanti in Lombardia nel XVI secolo, nell'ambito del cosiddetto manierismo lombardo. Tutte le pitture sono ad affresco con alcune rifiniture a secco. Gli anni di abbandono e di trascuratezza della struttura, però, hanno in parte compromesso alcuni di questi, in particolare quelli posti sulle pareti verso l'esterno dell'edificio e generalmente nella parte inferiore delle stanze a causa dell'umidità.
Molti di questi affreschi hanno tema mitologico ed eroico, come pure rimandi ed attinenza alla contemporaneità del Cinquecento. In particolare il salone di Ercole, quello di Enea e quello degli Argonauti, rappresentano tutti le vicende di semidei che dovettero lottare per raggiungere la loro posizione privilegiata tra le divinità dell'Olimpo, il che può essere visto come un rimando alle vicende personali dei Medici di Marignano, di umili origini, che grazie alla forza, all'astuzia ed alla fortuna, riuscirono a raggiungere le più alte vette in campo militare e civile, nonché ecclesiastico con l'elevazione del cardinale Giovanni Angelo al soglio pontificio.

### Atrio e scalone di accesso al piano nobile
L'atrio del castello è dipinto con una serie di motivi floreali, mentre sullo scalone è dipinto ad affresco sulla volta il mito di Fetonte che guida il carro del sole, accompagnato dallo stemma di Giangiacomo Medici. Sulle pareti, inquadrati da una finta balaustra, trovano spazio una serie di paesaggi.
Nella medesima area è presente anche la figura di Marte, ritenuto il mitico fondatore della città di Firenze, accompagnato dallo stemma dei Medici di Firenze. La sua figura è posta al centro in posizione giudicante tra la pace e la guerra, simboleggiate rispettivamente da una donna che tiene tra le mani il ventilabro, l'oggetto con cui venivano sparse al vento le biade per separarne la pula (simbolo del lavoro nei campi e quindi del periodo di pace) e un comandante affiancato da un gruppo di donne in agitazione (la guerra). L'affresco è affiancato dallo stemma della famiglia Borromeo e da quello dei Medici di Marignano. Sulla parete opposta si trova raffigurato il mito di Ganimede rapito dall'aquila di Giove per la sua troppa bellezza. Ai lati l'affresco presenta due stemmi nobiliari, l'uno di Augusto Medici, fratello di Gian Giacomo, e l'altro appartenente alla famiglia Von Ems zu Hohenems di cui Wolfgang Theodoric aveva sposato Clara Medici, altra sorella di Giangiacomo.
Sovrastante gli affreschi si trova invece la figura di un brigantino appartenuto a Giangiacomo ed affiancato dal motto "Salva nos vigilantes" ("Salva noi vigilanti"). Opposto a questo si trova un affresco raffigurante la glorificazione del valore con il motto "Non frangitur pondere virtus" ("Il peso non spezza la virtù").

### Sala del camino di Siena
La sala si presenta contraddistinta dalla presenza di un monumentale camino di pietra cinquecentesco, inquadrato in una cornice decorativa contraddistinta dalla presenza di telamoni in altorilievo, come pure nella medesima tecnica sono realizzati gli episodi che riguardano la guerra di Siena la quale, voluta da Carlo V che si pose ad arbitro tra i differenti partiti che guerreggiavano in città, occupandola, consentì a Giangiacomo Medici di avere una delle maggiori vittorie della sua carriera militare.

### Sala dell'Imperatore

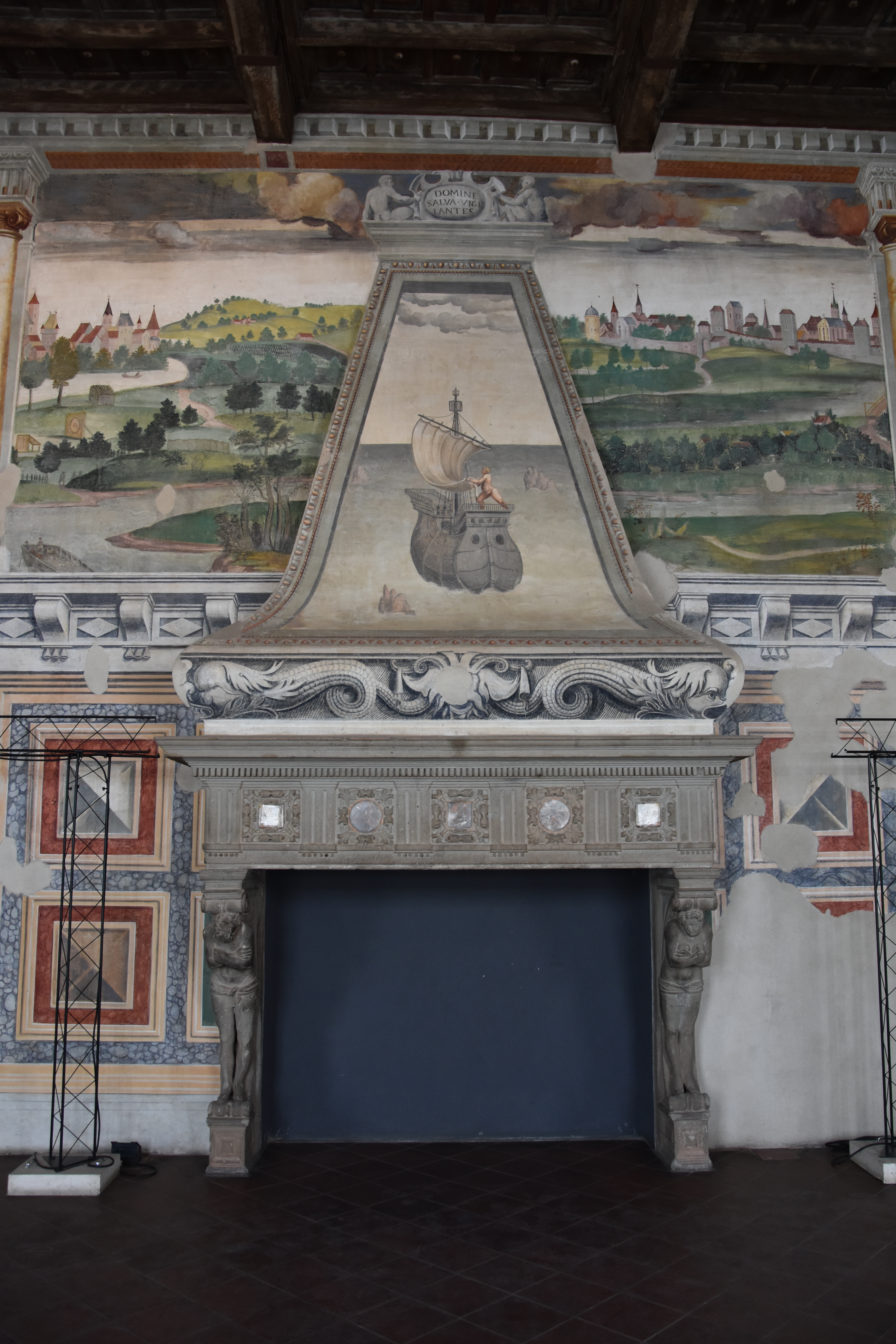
Il monumentale camino della Sala dell'Imperatore: la figura del nocchiero sulla nave è un'allegoria di Giangiacomo Medici, fautore della fortuna della sua casata

Questa grande sala (20 x 7,30 metri) venne dedicata dai Medici interamente alla figura degli imperatori del Sacro Romano Impero, ed in particolare di Carlo V che fu particolarmente vicino alla figura di Giangiacomo Medici di Marignano. Al centro della parete più lunga si trova un camino in pietra arenaria di dimensioni colossali con una cappa sostenuta da due cariatidi.
Le pareti presentano degli affreschi suddivisi in due fasce: quella superiore presenta la raffigurazione di una serie di vedute di città tedesche intervallate da figure femminili allegoriche, mentre la parte inferiore è decorata con motivi architettonici. Nella fascia superiore, partendo dalla porta d'ingresso, si incontra la città di Basilea, collocata tra l'allegoria della Medicina (rappresentata da una donna che si toglie una spina dal piede), e la Carità (una donna che allatta un bambino).

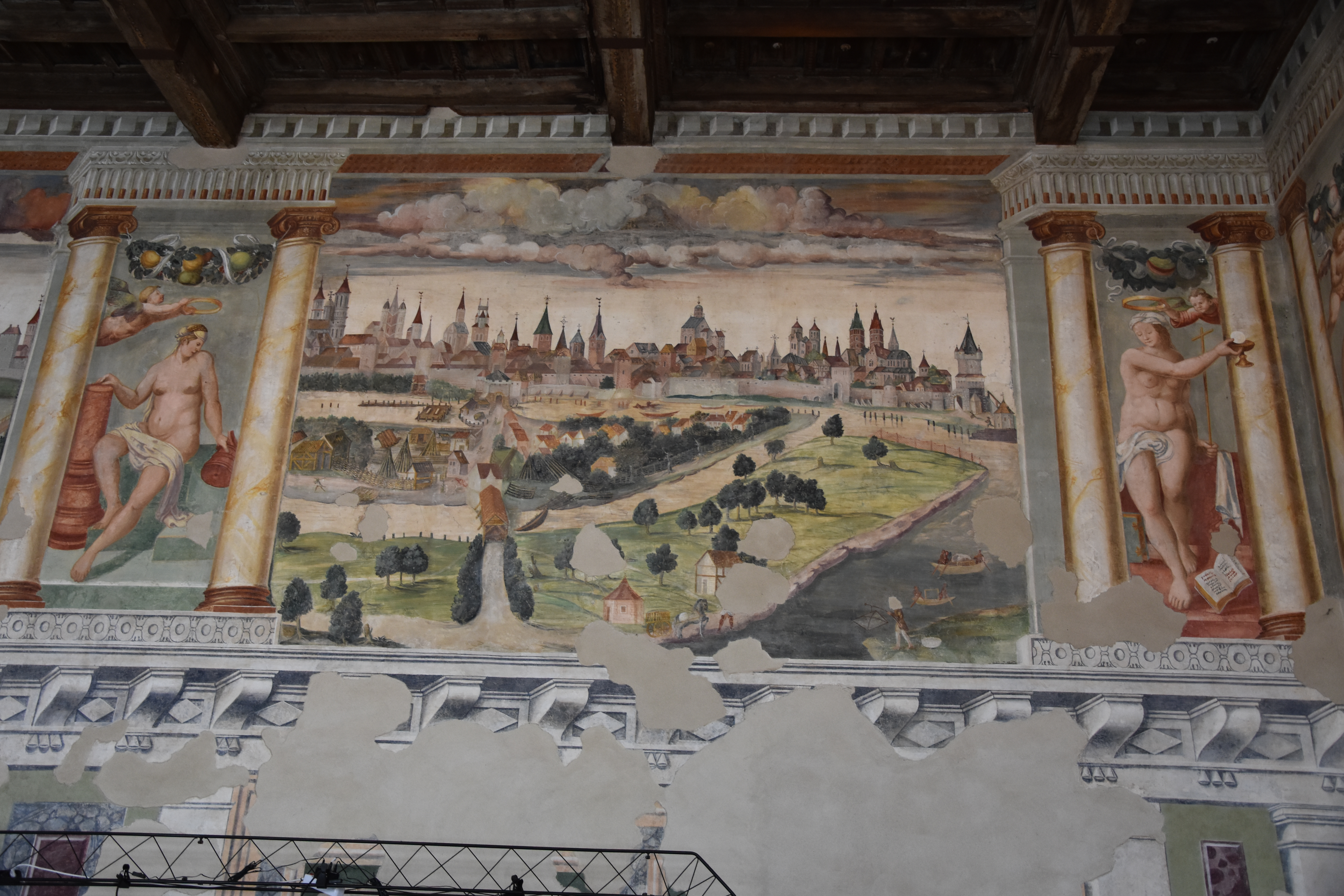
La raffigurazione della città imperiale di Worms, affiancata dalle allegorie della Fortezza e della Fede

Segue poi l'allegoria della Musica (una donna che suona un'arpa) ed un'altra figura di difficile lettura a causa dei pesanti danni subiti nei secoli: entrambe affiancano la veduta della città di Spira con la caratteristica cattedrale, seguita poi dalla raffigurazione allegorica della Prudenza (con lo specchio, un compasso ed un libro). A destra del camino proseguono le rappresentazioni con la raffigurazione dell'allegoria della Fortezza (una donna affiancata da una colonna) e la veduta della città di Worms, nota per le molte assemblee storiche di carattere religioso e politico che vi si tennero. Seguono le allegorie della Fede (una donna che regge una croce, un ostensorio, un panno bianco e con un libro ai piedi) e della Giustizia (una donna che sorregge una spada e una bilancia). Di fianco si trova la raffigurazione della città di Colonia dove appare chiaramente distinguibile la figura della cattedrale cittadina che, iniziata nel 1248, a metà Cinquecento appariva ancora incompleta (verrà completata solo nell'Ottocento). Si distinguono poi le allegorie della Temperanza (una donna che versa dell'acqua da un recipiente all'altro) e della Pace (una donna che tiene una cornucopia). La raffigurazione successiva è quella della città di Erfurt, seguita dalla virtù della Speranza (una donna che medita davanti ad un vaso) e quindi la veduta della città di Fulda. Segue quindi la raffigurazione allegorica della Grammatica (una donna che tiene per mano due bambini) affiancata alla città di Francoforte sull'Oder ove si trovava una dogana istituita da Carlo V come città di confine. Segue infine l'allegoria della Caccia (raffigurata nella persona di Diana cacciatrice con arco e frecce).
L'anonimo pittore che realizzò questo ciclo di affreschi si servì certamente di una serie di xilografie delle varie città tedesche derivate dall'opera di Sebastian Münster, noto geografo e cosmografo dell'epoca che proprio nel 1544 aveva dato alle stampe la sua Cosmographia Universalis che aveva conosciuto ampia diffusione anche in Italia.

### Sala delle stagioni
Questa sala, contraddistinta dal tema delle quattro stagioni, presenta degli affreschi con diverse divinità greche e romane come tutelari delle diverse stagioni dell'anno. La parete dedicata all'inverno rappresenta il carro del dio Giano, quella dedicata alla primavera raffigura Venere, quella dedicata all'estate la dea Cerere che sovrintende alle coltivazioni nei campi e sull'ultima è raffigurata la dea Pomona, tutelare dell'autunno.
Nel primo affresco, Giano è raffigurato bifronte con in mano una chiave (che rappresenta il passaggio tra l'anno vecchio e quello nuovo, stagione in cui si trova l'inverno). Nel medesimo affresco è raffigurato sullo sfondo anche uno dei colli di Roma, il Gianicolo, dove i romani ritenevano vi fosse la sede del dio. Nell'affresco si trova anche la figura di Saturno con la falce in mano (dio dei campi e che rappresenta l'anno passato), affiancato dalla figura di un uomo seduto su una catasta di legni mentre è intento a prendere tra le mani un vaso per versare del vino in una brocca, simbolo delle festività antiche in onore del dio Giano che si tenevano proprio nella stagione invernale. Questa scena è accompagnata da un'altra scena raffigurante una giovane donna seduta su un cavallo dal manto marrone, raffigurata senza braccia, mentre un'altra sta seduta sul dorso di un maiale (animale questo sacrificato un tempo a Giano) con un vaso ed una lancia tra le mani. A fianco di queste trova posto la raffigurazione di un'altra donna avente in una mano un vaso dal quale fuoriesce la figura di un animale, mentre nell'altra porta una lancia terminante con un rospo infilzato. Sullo sfondo sono visibili due corvi, animali tradizionalmente sacri a Giunone.
Sulla parete dedicata all'autunno, si trova un affresco rappresentante una festività in onore di Bacco con la figura evidente del satiro Sileno, celebrato da Ovidio, col capo ornato di foglie di vite e a cavallo di un asino agghindato a festa, il tutto seguito da un corteo di persone. Al centro della composizione troneggia la figura di Pomona seduta su un carro trainato da due capre, mentre porta nelle mani delle mele. Dietro di lei, su un tronetto, si trova la figura di un uomo decorato con dei rami verdi e dietro di lui un satiro che suona una piccola tromba. Davanti alla dea si trova la figura di una donna con una veste chiara nell'atto di agitare un ramo. A destra della dea si trova un ampio paesaggio di campagna contraddistinto da una vasta area alberata di sfondo. A sinistra si trovano due donne che portano sul capo un cesto di foglie e di frutti autunnali, mentre a destra si trova un uomo con un bastone ed una donna che porta tra le mani un fuso.
Presso il camino monumentale della sala inizia la parete dedicata alla primavera dove la prima scena raffigurata e quella dell'amore tra Marte e Venere, di fronte ai quali si trovano le figure di due donne, una col compasso tra le mani e l'altra nell'atto di suonare una tromba, simboleggianti rispettivamente le virtù della Discrezione e della Fama, accompagnate da due animali, il lupo (sacro a Marte) ed il cigno (sacro a Venere). Al centro della parete si trova la raffigurazione del trionfo di Venere, dea tutelare della primavera, la quale è seduta su un carro lavorato che porta davanti un cesto di frutta col satiro Pan che suona la siringa. Dietro alla figura di Venere si trova quella di un suonatore di liuto. Sopra tutti i personaggi si trova la raffigurazione di Eros, un bimbo alato, armato di arco e di frecce. A destra di Venere si trova la figura di Mercurio, protettore dei viaggiatori e del commercio oltre che della furbizia propria dei commercianti, il quale è raffigurato nell'episodio delle mandrie di Admeto: la leggenda greca narra che mentre Ermes (questo era il nome greco di Mercurio) si trovava in viaggio, si imbatté in una delle mandrie che Admeto aveva affidato alla custodia di Apollo; riuscì a farsi seguire da quelle bestie, rubandole, dopo aver loro astutamente ribattuto i ferri dei piedi all'incontrario di modo che non se ne potessero seguire le orme. Apollo, accortosi del furto e del responsabile, fece pace con Ermes e gli donò una verga d'oro (il caduceo), mentre Mercurio donò ad Apollo la sua famosa lira.
La parete dedicata all'estate è incentrata sulla raffigurazione del trionfo di Cerere la quale, seduta su di un carro rustico mentre tiene tra le mani delle spighe di grano. Il suo carro è trainato da due cigni e guidato da due uomini, uno nell'atto di bere (rappresentante la gioia dell'estate) e l'altro che porta un vassoio di frutta (atto che ricorda l'offerta delle primizie dei campi alla dea come sacrificio). Dietro la dea si trova la figura di un servo con un ramo tra le mani e quella di un satiro che suona. Sullo sfondo si trovano le raffigurazioni di un paesaggio con dei monti, una spiaggia, il mare, alcune abitazioni ed alcune figure come quella del dio Nettuno, divinità fluviale, e di Trittolemo, maestro di agricoltura. La fisionomia dei due personaggi, però, ricalcano fedelmente rispettivamente quella di Giangiacomo e di suo fratello Giovanni Angelo, futuro papa Pio IV. Le due donne che li accompagnano portano il correggiato, uno strumento agricolo per battere la biada. Sulla parete di fianco si trova la figura di Apollo raffigurato qui come dio del Sole con una chioma di raggi splendenti, portando tra le mani la propria lira tetracorda a ricordare il suo essere anche dio protettore della musica, delle arti e della poesia. Sulla parte sinistra dell'affresco si trova la sibilla italica Deifobe, sacerdotessa di Apollo, affiancata da un piccolo rastrello. A destra si trova invece la raffigurazione del mito di Asteria, personificazione della notte serena e stellata. La giovane, amata da Giove, quando invecchiò non piacque più al dio che decise di trasformarla in una quaglia e la pose a vivere nell'isola di Ortigia.

### Sala delle Battaglie
La sala, immediatamente successiva a quella dell'Imperatore, è contraddistinta dalla presenza nel fascione superiore affrescato di nove scene di battaglia dirette da Gian Giacomo Medici, nei luoghi dove egli operò come condottiero (prevalentemente il lago di Como) prima di divenire marchese (prima del 1532). È risaputo infatti che la carriera del Medici ebbe origini oscure e criminali sino a quando non entrò in una banda di volontari al seguito di Francesco II Sforza che stava lottando per riottenere il trono del ducato di Milano e riuscì a schierarsi coi vincitori, scacciando i francesi, prendendo subito dopo parte alla lenta ma progressiva riconquista di tutte le fortezze ducali nel territorio: la prima di esse fu quella di Musso, presso il lago di Como. Ottenne dal duca il permesso di risiedere in quel castello da dove poteva facilmente dominare buona parte del lago, e li trascorse dieci anni della sua vita.
Le scene sono, come in altre sale, inquadrate all'interno di finte architetture nelle quali sono inquadrati armi e trofei, tamburi e stendardi. Alte colonne scanalate dipinte a trompe l'oeil sostengono un architrave sopra la quale si trova una finta tappezzeria gialla arabescata ed ornata a sua volta di festoni. La sala misura 16 x 9.70 metri e riceve luce da ben quattro finestre che danno sia sulla piazza del castello che sul cortile interno.
Una delle prime scene che si incontrano nella sala rappresenta l'occupazione del castello di Chiavenna che il Medici, non potendo ricorrere alla forza, conquistò con l'astuzia affidando l'impresa al fidato Mattiolo Riccio, un valoroso soldato che, prendendo in ostaggio il castellano dei grigioni Valfio Silvestri, riuscì a penetrare nel castello col favore della notte, aprendo il mattino seguente le porte al Medici. L'affresco in questione rappresenta proprio quest'ultima parte della scena con l'arrivo trionfale di Gian Giacomo. Sulla sinistra dell'affresco si può notare il monte Dalò con delle case di un centro abitato cinto da mura.
A sinistra di questa scena si trova il camino, di forme imponenti, la cui cappa è affrescata col tema mitologico della fucina di Vulcano.
La parete frontale ad esso presenta tre affreschi di cui quello centrale rappresenta l'assedio di Lecco il quale fu condotto da Gian Giacomo de Medici dal 1526 sino al 1528 per conto dei francesi ai quali si era posto come mercenario. Gian Giacomo attaccò dunque le principali fortezze spagnole nel comasco e nel lecchese con l'ausilio di quattromila soldati mercenari svizzeri. A Lecco giunse a comporre una flottiglia per assaltare la città anche via acqua, ma fu in quel momento che il governatore spagnolo di Milano, Antonio de Leyva, gli fece la controproposta di occupare liberamente Lecco purché permettesse il passaggio delle vettovaglie destinate alle truppe spagnole, firmando così non solo una tregua col Medici, ma attirandolo dalla propria parte coi titoli di marchese di Musso e conte di Lecco (convenzione di Pioltello). centro della parete del suo castello di Melegnano. L'affresco presenta nella parte sinistra le mura di difesa con la torre eretta dai Visconti, mentre a destra si trova il ponte fatto costruire da Azzone Visconti (distinguibile per il biscione al centro).

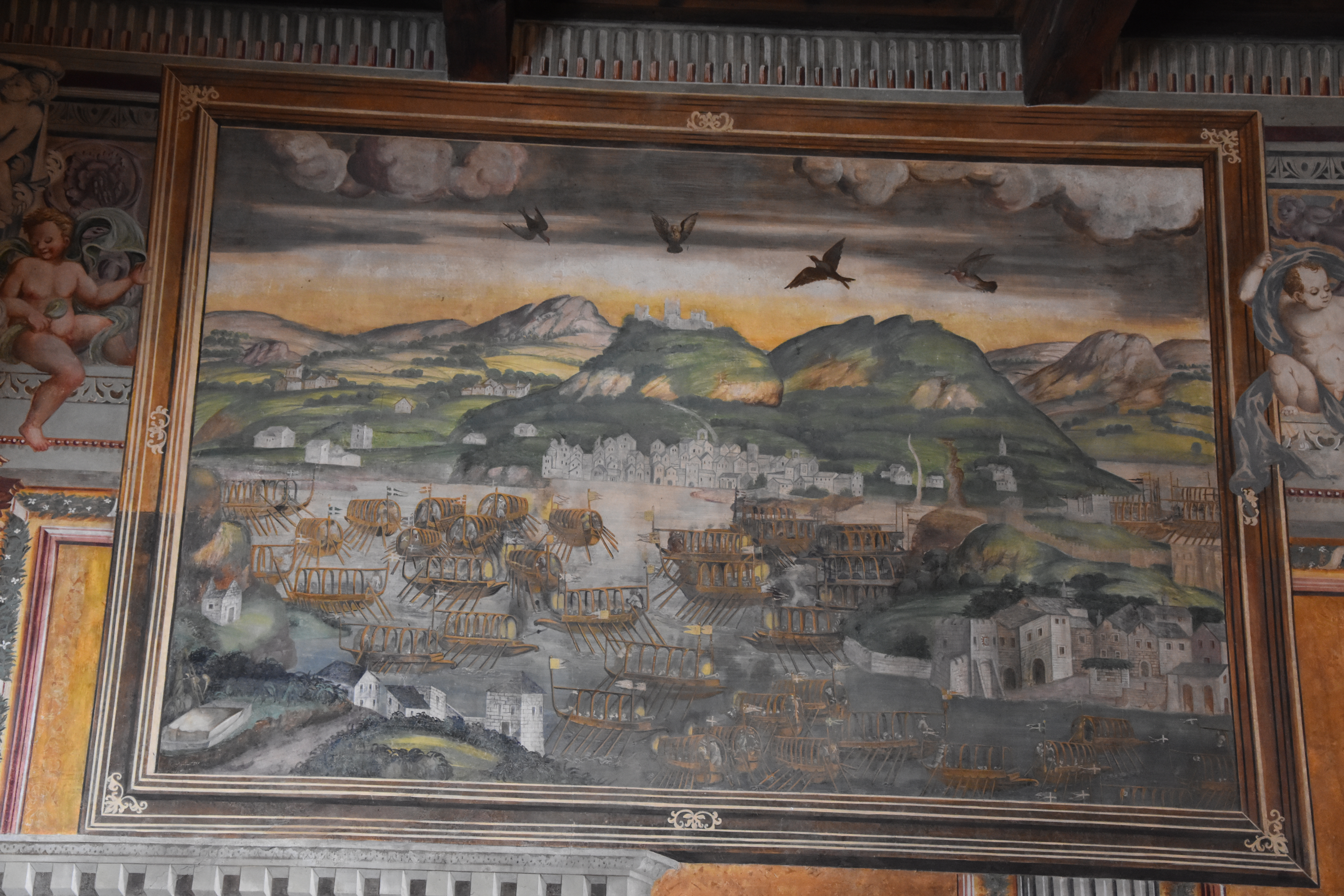
La battaglia di Bellagio

L'affresco di sinistra rappresenta invece la conquista di Morbegno, in Valtellina, seguito poi dalla battaglia navale di Bellagio, sul lago di Como. Ben visibile sullo sfondo, al centro, si distingue il borgo di Varenna. In primo piano, invece, sulla destra, si nota il borgo di Bellagio. Come ricordano i resoconti dell'epoca, la flotta del Medici era solitamente composta da sette imbarcazioni a tre vele e quarantotto remi ciascuna, munite di cannoni con proiettili da 39 libbre. L'episodio rappresentato è proprio uno dei più noti della cosiddetta guerra di Musso (aprile 1531 - gennaio 1532) dove Gian Giacomo Medici si scontrò col duca di Milano Francesco II Sforza per non aver voluto riconsegnare i territori da lui faticosamente conquistati. Il Medici uscì trionfante dallo scontro, il cui momento culminante è rappresentato nella parte centrale: le navi del Medici e quelle ducali sono come aggrovigliate tra loro al centro del dipinto. Come simbolo di audace ferocia bellica, in cielo volteggiano nervosamente quattro falchi in cerca di preda.

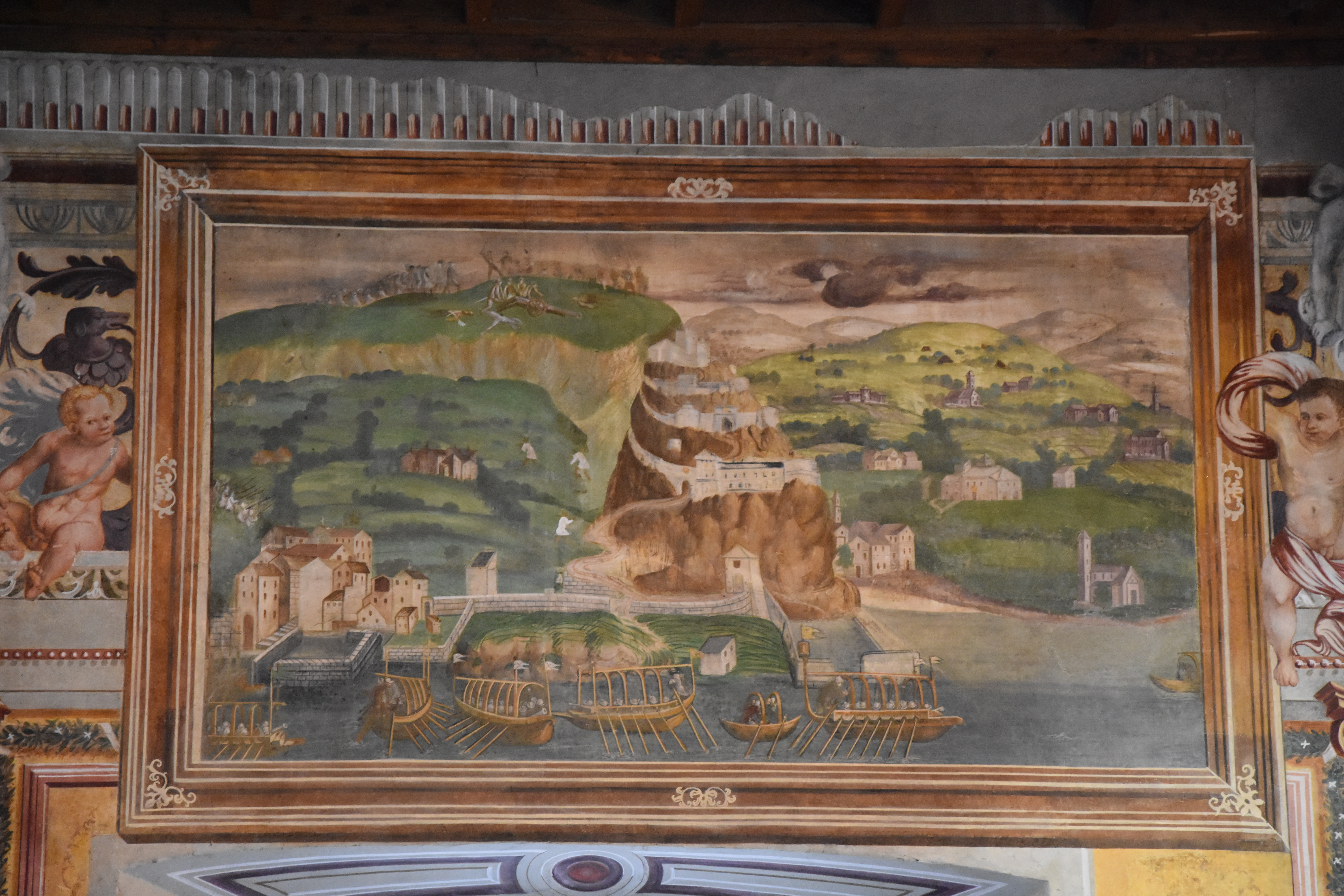
Il tentativo di conquista del castello di Musso da parte degli svizzeri dei Grigioni

Gli affreschi presenti nella parete a destra, invece, rappresentano uno un episodio della guerra di Musso, dove è ben visibile non solo il castello locale e le sue fortificazioni, ma anche il terribile fossato fatto realizzare dal Medici, come pure una scena di combattimento visibile sul monte in alto a sinistra dove si scontrano tra loro le truppe dei Grigioni con quelle di Gian Giacomo Medici (1531). Gli svizzeri, intenzionati a privare il Medici della sua potenza in loco, giunsero faticosamente sulle montagne attorno a Musso con pesanti obici per poter bombardare le sue fortificazioni ma, notati i movimenti, Gian Giacomo riuscì a sorprenderli risalendo agevolmente la montagna da sentieri secondari, cogliendo di sorpresa i Grigioni, gettando la loro artiglieria nel lago e riuscendo ad ingaggiare con loro un combattimento a mano armata.
L'affresco a destra rappresenta Bellagio e il borgo di Varenna. Durante la guerra di Musso, la cittadina di Bellagio si trovò al centro di pesanti combattimenti per la sua posizione strategica all'interno del lago di Como. Il suo promontorio fu conteso lungamente tra le truppe del duca, comandate da Ludovico Vistarini, e i soldati di Gian Giacomo. Dopo un anno di combattimenti infruttuosi per ambo le parti, il Medici decise di abbandonare il lago di Como e la rocca di Musso, ottenendone in cambio il castello ed il marchesato di Melegnano. L'altro affresco presente raffigura un'altra visione del castello di Musso, assediato questa volta dai Grigioni e da altri soldati svizzeri che tentarono invano di conquistarlo. Il Medici riuscì a sconfiggere i nemici sotto l'abitato di Musso. A destra, una scena di battaglia navale riconduce ancora a un'impresa del Medici per la conquista di Malgrate.

### Sala di Ercole
Il terzo salone è dedicato al mito del dio Ercole, di notevoli dimensioni (14.40 x 7.30 m) e questo aveva la funzione di vasta anticamera che immetteva nelle altre stanze del piano superiore. Nella parte superiore è contraddistinto da 18 affreschi che rappresentano degli episodi della vita di Ercole, il dio che per eccellenza nell'antichità rappresentava il vigore e la robustezza fisica oltre alla generosità ed all'altruismo.
La parete di destra, raffigura nel primo episodio Ercole allattato da una donna, seguito dal mito di Iole, da quello di Eurito, di Ifilo e della lite con Apollo; l'episodio in cui Ercole uccide il mostro marino che stava per divorare Esione, figlia di Laomedonte, re di Troia; poi l'uccisione del centauro Nesso, che si offrì di portare Deianira, moglie di Ercole, attraverso il fiume Eveno, salvo poi tentare di rapirla. Segue poi l'affresco della lotta col leone di Nemea; l'incendio del bosco per bruciare le teste dell'Idra di Lerna; l'uccisione di Orto, un mostruoso cane bicipite che custodiva le mandrie di Gerione, oltre all'episodio dell'uccisione dello stesso Gerione per poterne rubare le preziose mandrie. Proseguendo sulla parete di sinistra si incontra l'episodio dell'uccisione di Anteo; Ercole che dà sepoltura al corpo di Icaro sulla riva del mare; Ercole appena nato che strozza i due serpenti mandati dalla moglie di Zeus verso la sua culla per ucciderlo, invidiosa del tradimento coniugale del marito. Segue poi l'episodio in cui Ercole indossa la tunica di Nesso (che gli darà poi la morte tra dolori strazianti); la figura di una divinità che sottrae Ercole dalla persecuzione di Giunone; Ercole che prende a sassate una lupa; la lotta per la cintura di Ippolita ed infine un ulteriore episodio di Ercole bambino.

### Sala degli Argonauti

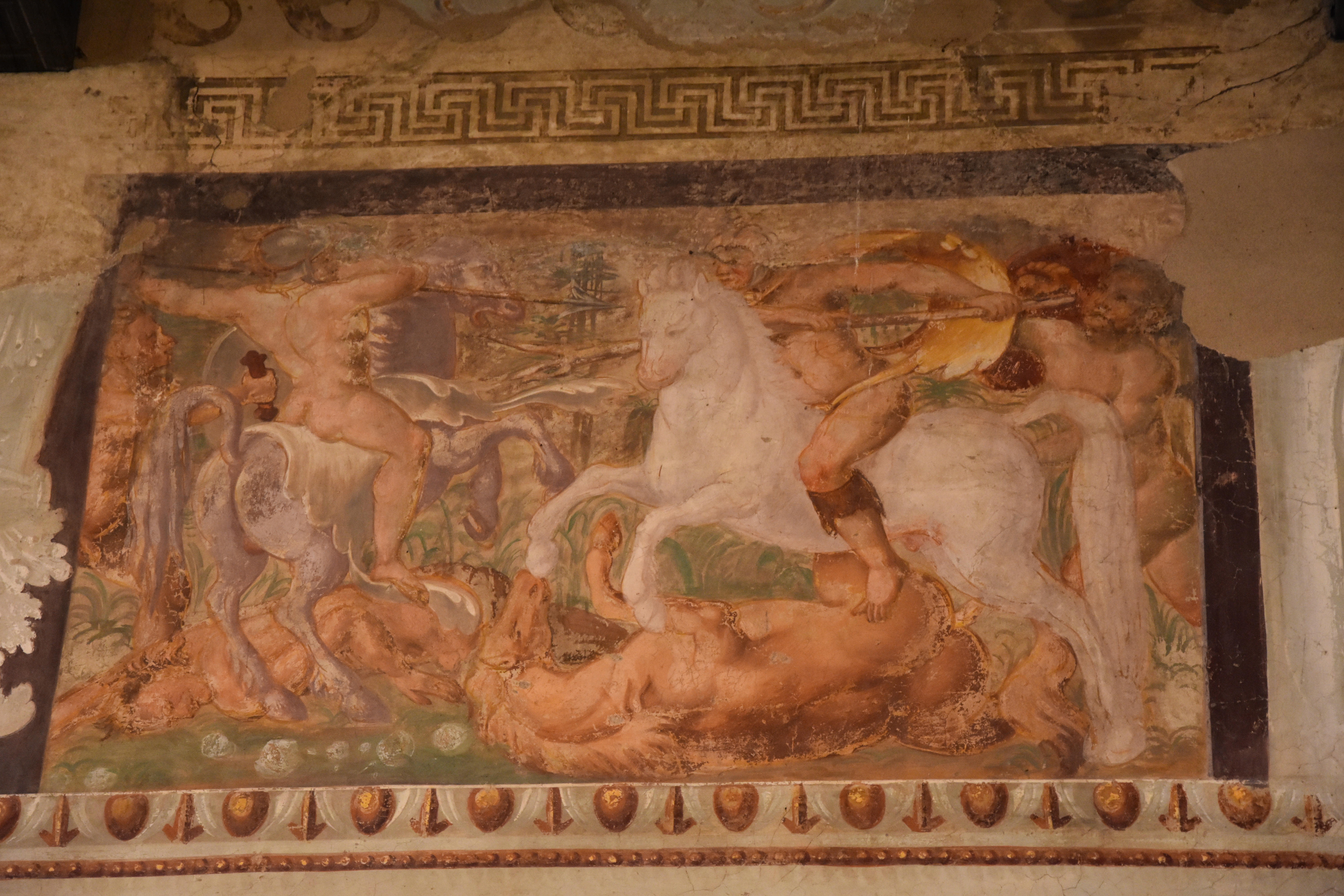
Scena di battaglia nella Sala degli Argonauti

Attiguo a quello di Ercole si trova la sala degli Argonauti. Essa era lo studio privato del marchese di Melegnano e luogo dove egli riceveva gli amici più intimi. La stanza misura 8.10 x 7.10 metri ed ha alle pareti degli affreschi che descrivono il mito di Giasone e degli Argonauti. Gli affreschi vennero certamente realizzati attorno al 1565, anno in cui venne dato alle stampe il libro con le xilografie di questi dipinti, attribuiti a Bernardino Campi, il quale già aveva lavorato a Milano presso Ferrante I Gonzaga, il cui figlio Ottavio sposò Cecilia Medici di Marignano, figlia del marchese Agosto. L'attribuzione degli affreschi al campi, per quanto non certa, si riscontra anche nell'influsso qui presente dei medesimi motivi decorativi ripresi poi nel Palazzo Te a Mantova dove lavorò Giulio Romano di cui il Campi era particolarmente amico e di cui risentì dell'influsso.
Il primo affresco della sala rappresenta la nave Argo che diede il nome all'intera compagnia di Giasone che navigò verso la Colchide per rubare il vello d'oro. La nave è accompagnata alle divinità tutelari del mare che soffiano con le loro trombe d'aria per facilitare la navigazione agli eroi. Sulla parete presso il camino, è raffigurato l'episodio dell'incontro tra gli Argonauti ed il re Fineo, liberato dagli eroi dalla persecuzione delle arpie inviate dagli dei contro di lui per tormentarlo.

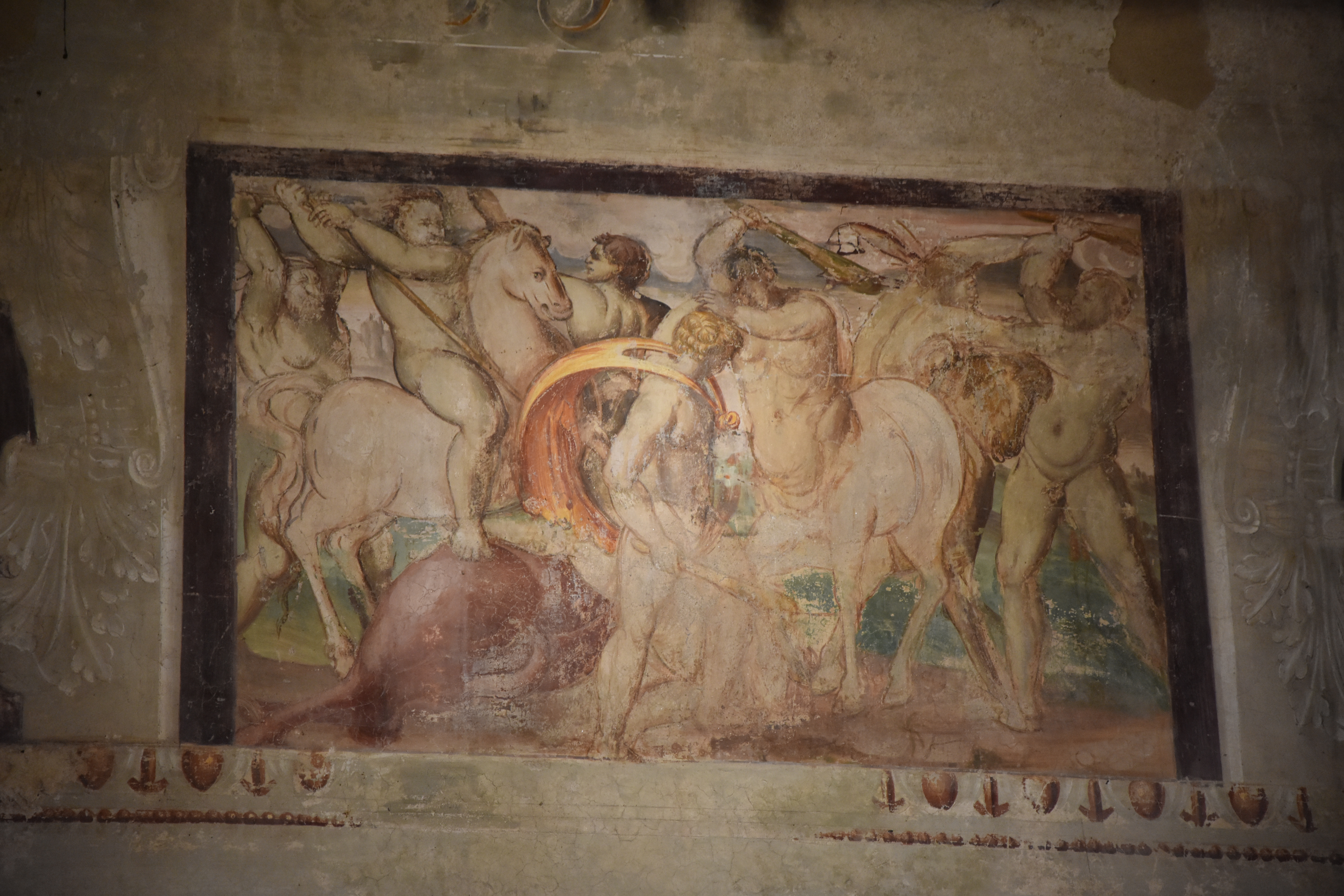
Scena di combattimento da Giasone e Nesso.

Segue poi oltre il camino marmoreo l'episodio del mito di Medea raffigurata in diversi episodi: nella parte superiore è raffigurata vicino al carro della Luna, poi nell'atto di pregare per ringiovanire il padre dell'amato Giasone, facendo arretrare il carro della notte con dei filtri magici. Successivamente la si vede squarciare la gola del vecchio con una spada, lasciando che ne uscisse il sangue ormai vecchio e riempiendo le sue vene con sangue limpido. Sopra le finestre gli affreschi proseguono con la raffigurazione dell'arrivo di Giasone e dei compagni presso il re Eeta, sovrano della Colchide e padre di Medea, il quale aveva ricevuto la custodia e la tutela del vello d'oro, il cui possesso gli avrebbe inoltre garantito il trono. L'affresco a destra rappresenta Medea, figlia di Eeta, che si reca al tempio di Ecate, la dea della notte, e a fianco di questo dipinto si vedono le prove a cui Giasone venne sottoposto da Eeta per ottenere il vello d'oro: Medea, innamorata di Giasone, si offrì di aiutarlo a soggiogare i due tori di bronzo con fiammeggianti con cui avrebbe dovuto arare un campo. Al termine dell'aratura, Giasone dovette seminare i denti di un drago da cui, quasi improvvisamente, nacquero dei guerrieri con intenzioni minacciose. Medea è raffigurata ancora una volta nell'atto di intervenire a favore dell'amato, inducendo una lotta reciproca tra i guerrieri che li spinse ad uccidersi l'un l'altro. Nell'ultimo affresco, Giasone è raffigurato nell'atto di prendere tra le mani il vello d'oro dopo che l'amata Medea ne aveva addormentato il drago posto a custodia. Nell'ultimo affresco di questo ciclo si vedono le figure del re Eeta e dei suoi soldati che inseguono Medea, fuggita con Giasone, dopo aver scoperto che proprio lei lo aveva tradito. Sulla parte sinistra del dipinto si vedono invece gli Argonauti raggiungere in tutta fretta la nave Argo per ripartire. Il re della Colchide è raffigurato nel momento straziante in cui tiene in mano una mano umana appartenuta al figlio minore con cui Medea era fuggita assieme a Giasone; la ragazza, sentendosi ormai braccata dal padre, aveva uccise il fratello e lo smembrò in più pezzi così che il padre, attardandosi a raccoglierne i pezzi, non riuscì a raggiungerla.
Se ripensato in tono allegorico, l'intero tema della lotta per l'ottenimento del vello d'oro può essere ripensata come la vita di Giangiacomo Medici il quale, sul letto di morte, ricevette la visita di Fernando Álvarez de Toledo, duca d'alba e governatore di Milano nonché generale di Carlo V, il quale gli annunciò l'onore di essere stato insignito della prestigiosissima insegna imperiale dell'Ordine del Toson d'oro. L'insegna di tale onorificenza è ancora oggi il vello d'oro di Giasone.

### Sala degli Stemmi

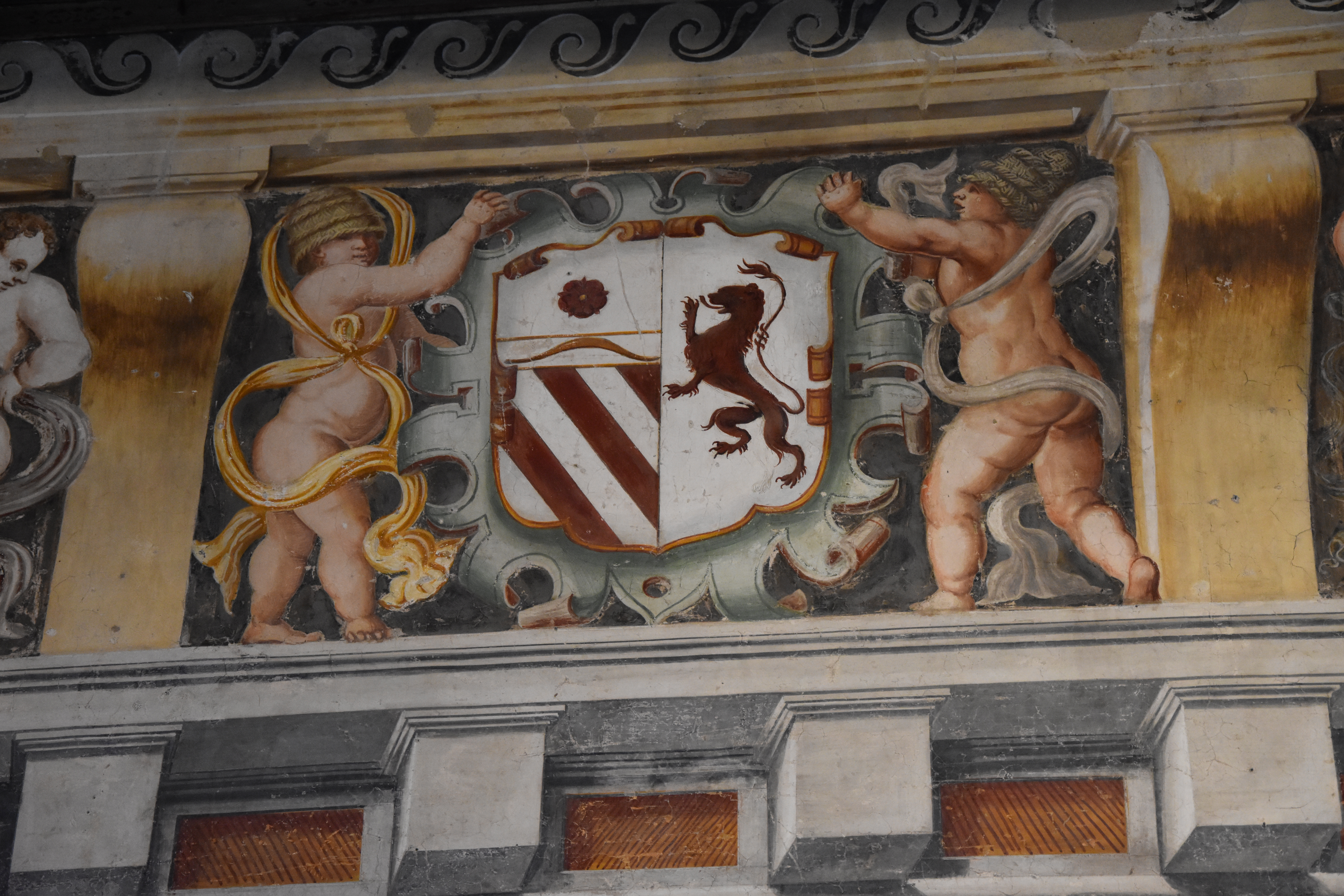
Stemma della famiglia degli Orsini di Pitigliano

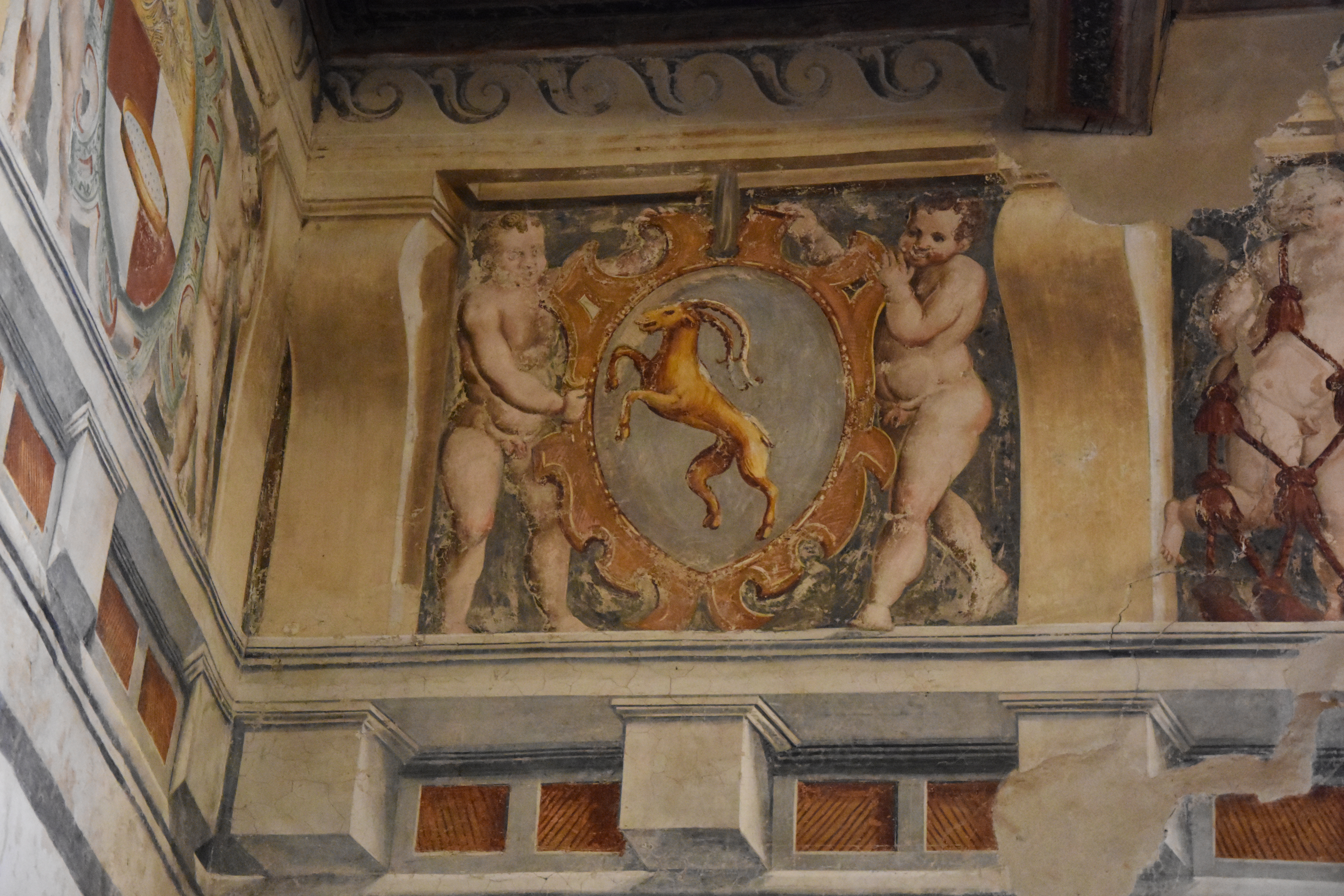
Stemma della famiglia Altemps (von Hohenems)

La sala degli Stemmi, immediatamente successiva a quella degli Argonauti, è contraddistinta nella parte superiore delle quattro pareti da sedici dipinti di stemmi di importanti famiglie nobili, imparentate od alleate dei Medici di Melegnano. Nei secoli la sala venne successivamente adattata a cappella privata ad uso della famiglia. Questo dato è tutt'altro che irrilevante se pensiamo che la tradizione medievale voleva che i cavalieri appendessero le loro insegne all'interno delle cappelle o delle chiese dove erano soliti riunirsi per esprimere un legame ancora più profondo tra chiesa e cavalleria e soprattutto tra i valori cristiani e quelli propri della cavalleria. Vi si trovano gli stemmi delle famiglie Visconti, Morone, Sforza, Calvi, Balsamo, Castaldi, Del Maino, Crivelli, Altemps (von Hohenems), Medici, Gonzaga, Serbelloni, Borromeo, Medici di Firenze, Orsini di Pitigliano, Rainoldi.
Coi Borromeo intercorrevano legami di parentela, mentre i Morone nella figura del cardinale Giovanni Morone, erano famiglia particolarmente stimata da papa Pio IV che incaricò proprio Giovanni di preziose missioni diplomatiche in Francia ed in Germania. Lo stemma degli Sforza è un chiaro rimando alla figura di Francesco II Sforza, amico personale della famiglia dei Medici di Melegnano, che lo stesso Giangiacomo aiutò durante la battaglia di Pavia (1525), tenendo impegnato n contingente di soldati mercenari svizzeri che Francesco I di Francia aveva richiesto sul campo di battaglia e che, non giungendo a destinazione per merito del Medici, consegnarono la vittoria al duca di Milano. Fu proprio Francesco II Sforza, a fronte di questi atti di valore, a nominare Giangiacomo primo marchese di Melegnano, titolo poi trasmesso anche ai suoi discendenti, titolo riconfermatogli poco dopo da Carlo V che succedette a Francesco II come duca di Milano non avendo questi lasciato eredi.
Gli stemmi dei Calvi, dei Balsamo e dei Crivelli ricordano legami di amicizia con la casata dei Medici di Melegnano.
Segue poi lo stemma della famiglia Orsini di Pitigliano di cui Marzia fu la moglie del primo marchese di Melegnano, Giangiacomo. Lo stemma è dedicato non solo alla famiglia Orsini che era una delle più potenti a Roma sin dal medioevo, ma anche indirettamente a Marzia stessa tramite i due putti che affiancano lo scudo e che portano tra le mani una cuffia, segnale inequivocabile del riferimento ad una donna.
Lo stemma della famiglia Castaldi si lega al fatto che Livia sposò Giangiacomo II Medici, figlio di Agosto e di Barbara Del Maino (altro stemma raffigurato nella sala).
Seguono poi gli stemmi della famiglia Altemps (un caprone saliente su sfondo azzurro), imparentata con i Medici dal momento che Wolfgang Teodoric Sittich von Hohenems (italianizzato in Altemps) aveva sposato Clara Medici, sorella del primo marchese. Lo stemma seguente è quello del cardinale Giovanni Angelo, divenuto poi papa col nome di Pio IV, a cui l'intera comunità di Melegnano fu grata per l'istituzione del privilegio della "Festa del Perdono" nel 1563, seguito da quello della famiglia Gonzaga, amica e imparentata coi Medici di Melegnano. Lo stemma dei Serbelloni raffigurato di seguito è un riferimento alla nobile famiglia milanese, anch'essa imparentata coi Medici di Melegnano e che, grazie all'appoggio di Pio IV, si inserì anche nel collegio cardinalizio. Cecilia Serbelloni fu inoltre la madre del primo marchese di Melegnano, avendo sposato Bernardino Medici.
Lo stemma dei Rainoldi è raffigurato per ragioni di parentela dal momento che Clara Rainoldi fu la nonna del primo marchese di Melegnano, madre di Bernardino.

### Sala di Enea
Nella sala di Enea, si riprende il mito dell'eroe greco in Italia che, dopo la distruzione di Troia, partì con alcune navi alla ricerca di fortuna sbarcando nel Lazio e dando vita ad una nuova civiltà, quella Romana, secondo il mito. Gli affreschi sono inquadrati in finte architetture affrescate e da figure di putti.
L'affresco centrale rappresenta Enea a bordo della propria nave, il cui albero maestro porta una vela con la scritta Post tot discrimina rerum, col significato di "dopo tante pericolose avventure": questo simboleggia chiaramente la vita di Giangiacomo Medici il quale, dopo tante avventure, era giunto al "porto sicuro" di Melegnano, alla ricchezza ed all'agiatezza dell'infeudazione. Nella parte destra dell'affresco si distingue la figura di Venere, madre di Enea, la quale è intenta a parlare col figlio. Ancora più a destra si trova la figura di un dio minaccioso che scaglia fulmini e guida una coppia di cavalli seduto all'interno di una grossa conchiglia: è questi Eolo, il re dei venti, come pure vi è rappresentato Giove il quale invia Mercurio a placare l'ira di Eolo contro la nave di Enea, impietosito dalle parole di Venere. Nella scena successiva affrescata si distingue la dea Artemide con Cupido e la figura di Venere assisa in trono ed accompagnata da due amorini, uno con in mano una palma e l'altro con due colombe bianche.
L'affresco successivo rimanda ancora una volta direttamente al mito dell'Eneide e precisamente all'episodio in cui Enea rincuora i compagni d'avventura dopo la tempesta e poi il momento in cui l'eroe troiano, accompagnato da Acate, riesce ad incontrarsi nuovamente con la madre Venere, travestita da fanciulla spartana con arco e frecce. Acate è raffigurato mentre con la mano sinistra fa il gesto del numero tre per indicare di aver scorto in lontananza tre dei loro compagni, anch'essi scampati alla tempesta, Anteo, Sergesto e Cloanto. Il terzo affresco della parete mostra due uomini che stanno ammirando le sculture sulle pareti, di cui uno è certamente Enea: il rimando della scena è relativo alla costruzione della città di Cartagine da parte del popolo dei Tiri, governato da Didone, futura moglie dell'eroe. Sull'ultima parete è infatti raffigurata Didone assisa in trono, stanza dove avviene l'incontro tra Enea e i suoi amici dispersi dalla tempesta e creduti perduti. L'ultimo affresco della stanza rappresenta il banchetto offerto dalla regina Didone agli eroi greci, dove l'atteggiamento di serenità domestica dell'ambientazione è dato in primo piano dalla figura del cane sazio e dormiente.

### Saletta di Pio IV
Questa sala prende il nome dal fatto che su una parete vi è affrescato il ritratto di Pio IV, pontefice della casata dei Medici di Melegnano. In realtà il resto degli affreschi della sala è tratto dal testo poetico de Le metamorfosi di Ovidio: la separazione dal Caos degli elementi di natura; la creazione dell'uomo da parte di Prometeo; l'assalto dei Giganti all'Olimpo; il banchetto di Licaone; il diluvio universale; Deucalione e Pirra; l'uccisione del pitone; la trasformazione di Dafne in alloro. In questa stessa parete è affrescato un ritratto di Carlo V del Sacro Romano Impero e poco dopo quello di Ferdinando I, suo successore al trono imperiale.
A separare la raffigurazioni classiche si trovano una serie di allegorie che rappresentano le arti come la Retorica, l'Astronomia, l'Aritmetica e la Dialettica. Sotto la Grammatica si trova la scritta ACITAMARG che altro non è che il nome dell'arte raffigurata scritto al contrario.